# Wehrhahn 21

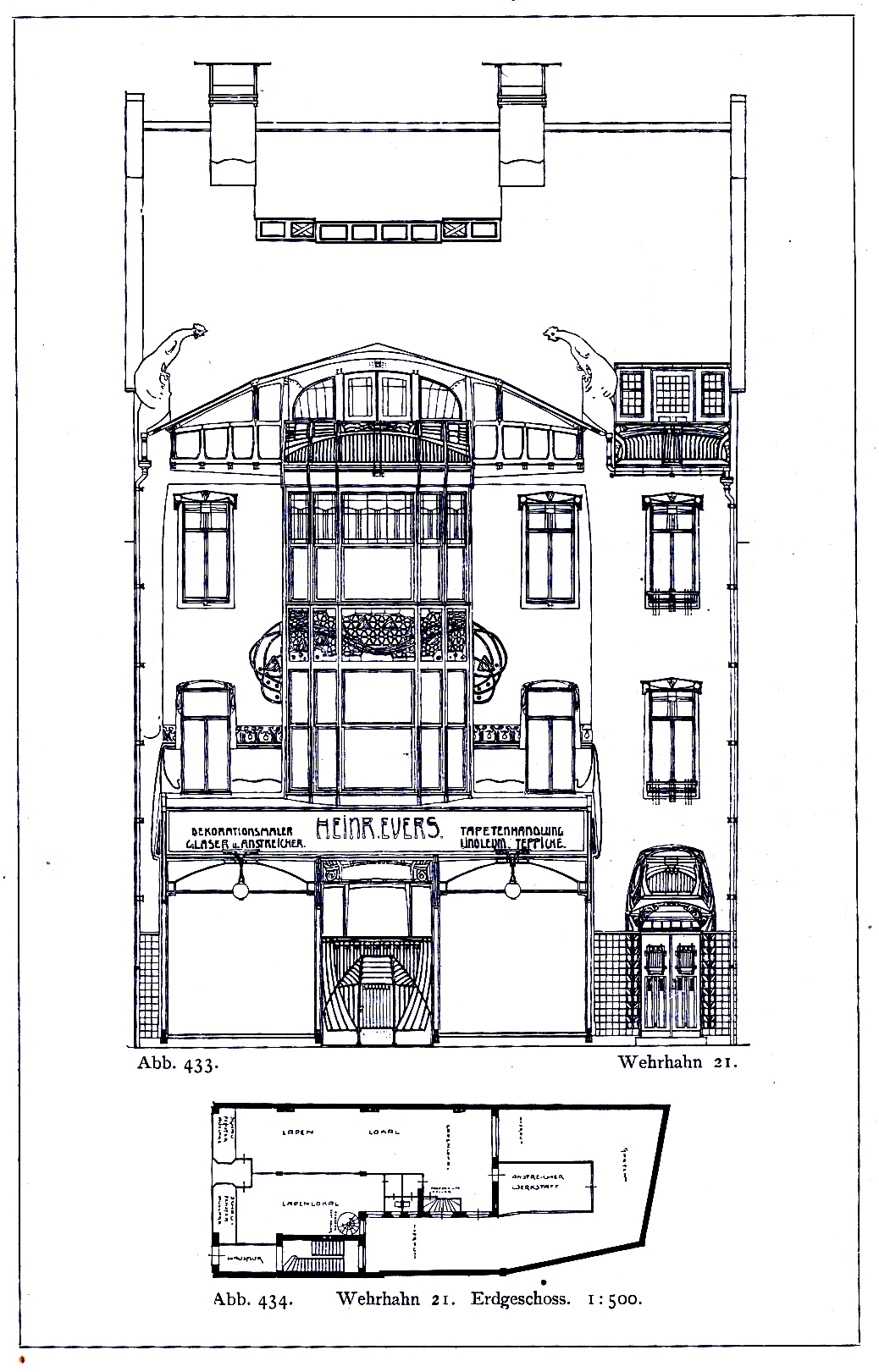
Seitenansicht

Das Geschäftshaus Wehrhahn 21 in Düsseldorf wurde durch den Architekten Peter Paul Fuchs für Heinrich Evers im Jahre 1903 im Jugendstil erbaut.

## Beschreibung
Das Erdgeschoss des dreigeschossigen Gebäudes bildete eine „in Holz durchgeführte Schaufensteranlage“. Die beiden Obergeschosse waren verputzt. Im ersten und zweiten Obergeschoss sprang ein polygonaler Holzerker hervor. Den oberen Abschluss der Fassade bildete ein Kniestock („Holzdrempel“), der unverputzt in Holz ausgeführt war. Darüber befand sich ein flacher Frontgiebel „in moderner Formgebung“. Der Giebel wurde seitlich von „Hahnenpylonen“ flankiert, die auf den Straßennamen hinweisen sollten. Der Sockel sowie die Brüstungsfelder des Erkers waren mit farbigen Glasmosaiken verkleidet. Die Baukosten betrugen 80.000 Mark, das entsprach 25 Mark pro Kubikmeter umbautem Raum.